# Clémence Isaure

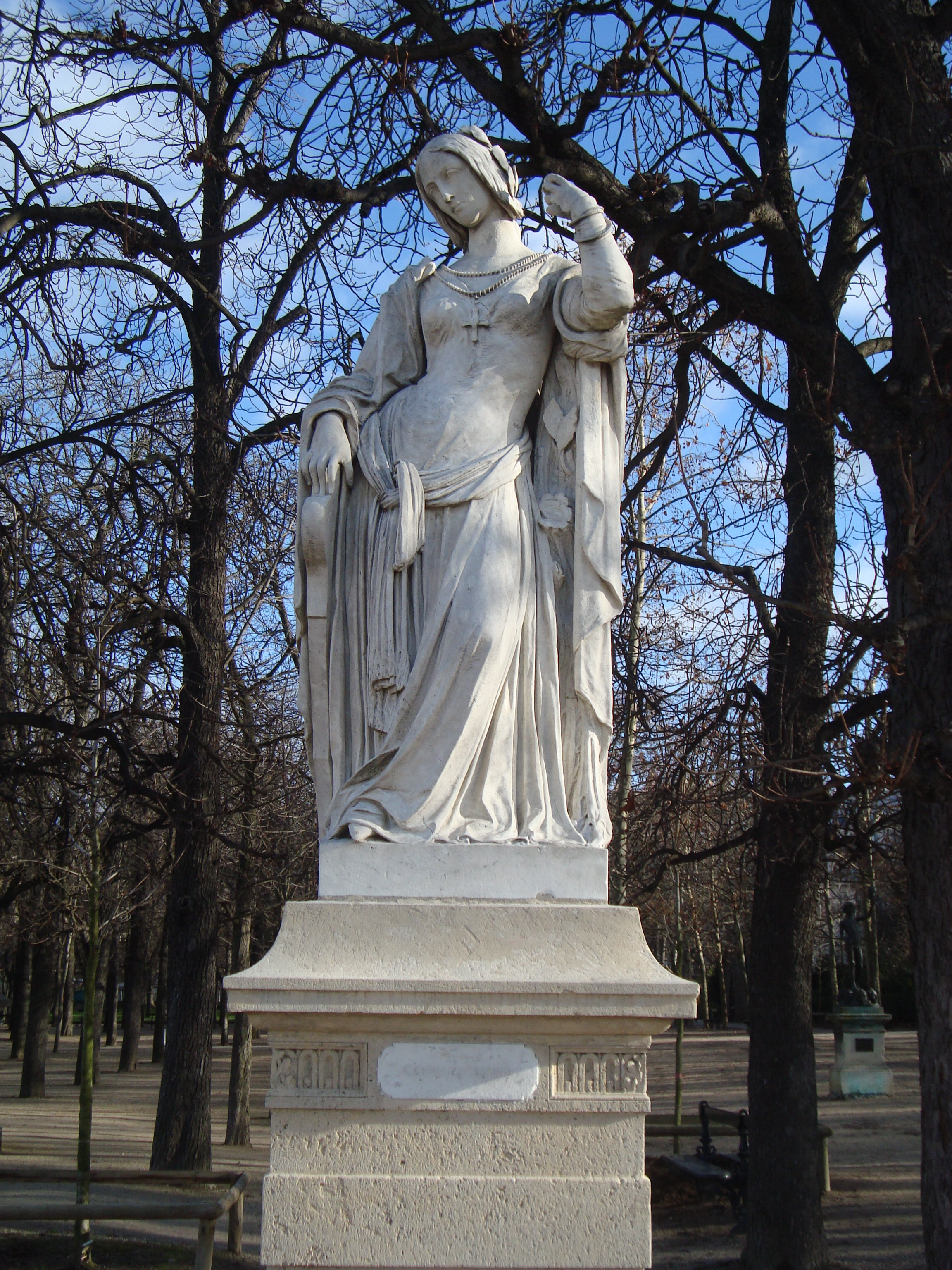
Clémence Isaure av Auguste Préault, Reines de France et Femmes illustres.

Clémence Isaure är en legendarisk kvinna i den franska medeltiden, som beskrivs som grundaren av det berömda litterära sällskapet Académie des Jeux floraux (1323). Hon står staty i Reines de France et Femmes illustres. 